# Girișu de Criș, Bihor
Girișu de Criș este satul de reședință al comunei cu același nume din județul Bihor, Crișana, România.

## Istoric
În raza localității a fost cercetată o așezare de tip tell, aparținând etapei timpurii și mijlocii din epoca bronzului, în punctul numit Alceu.
Localitatea a primit indicatorul de sat european pentru parteneriat străin și local și pentru construirea unui cămin cultural.

## Imagini

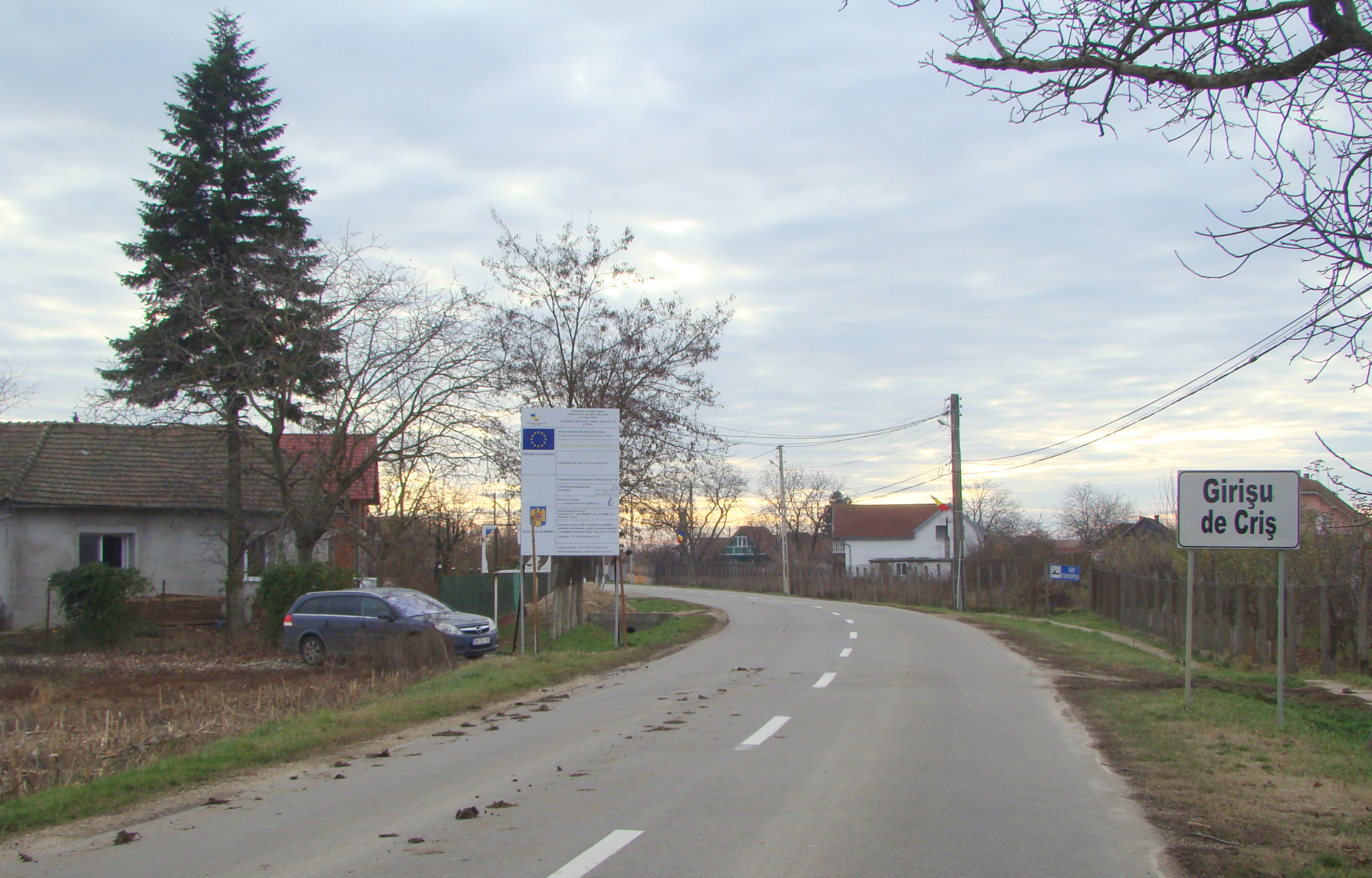
Intrarea în localitate
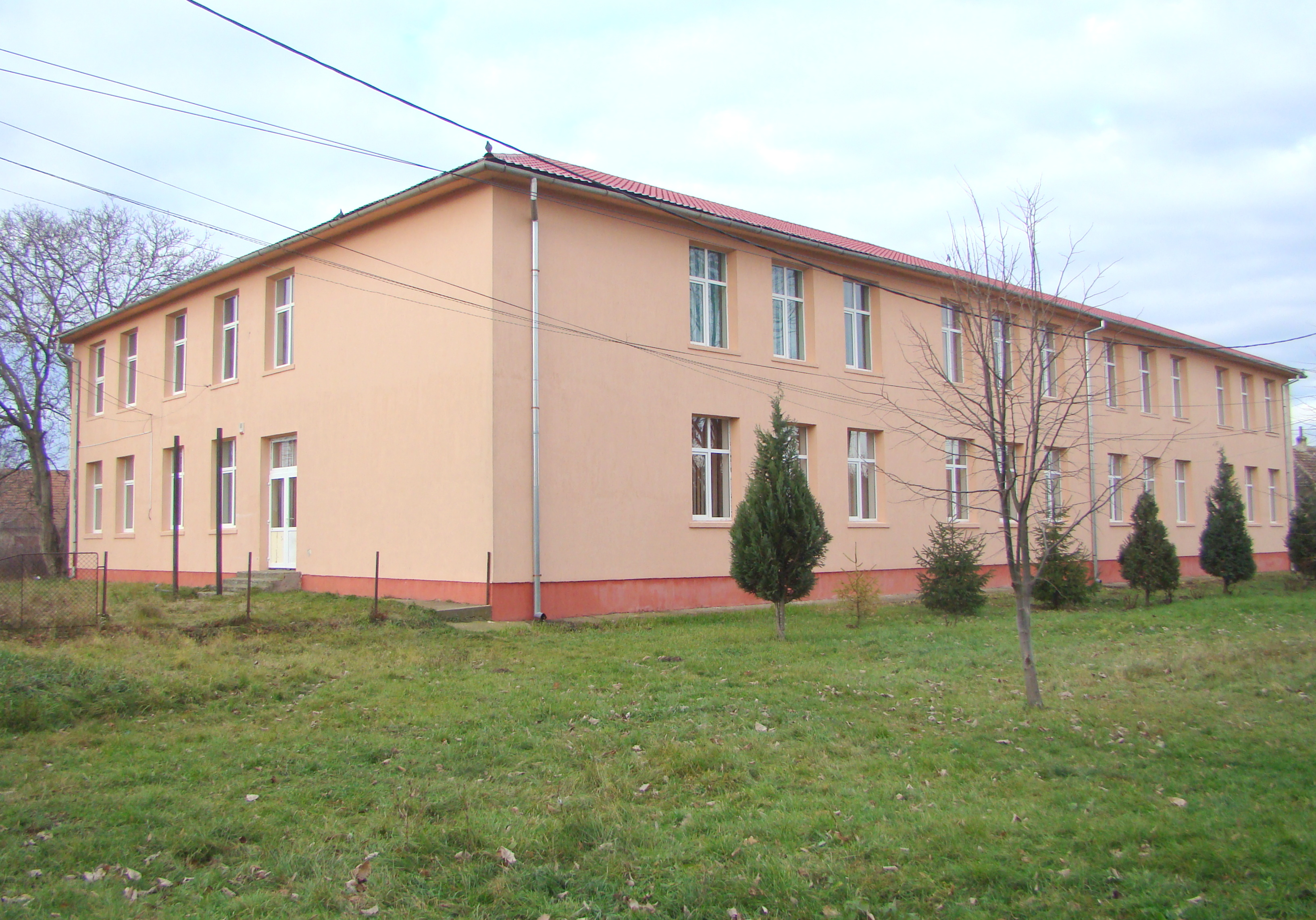
Școala
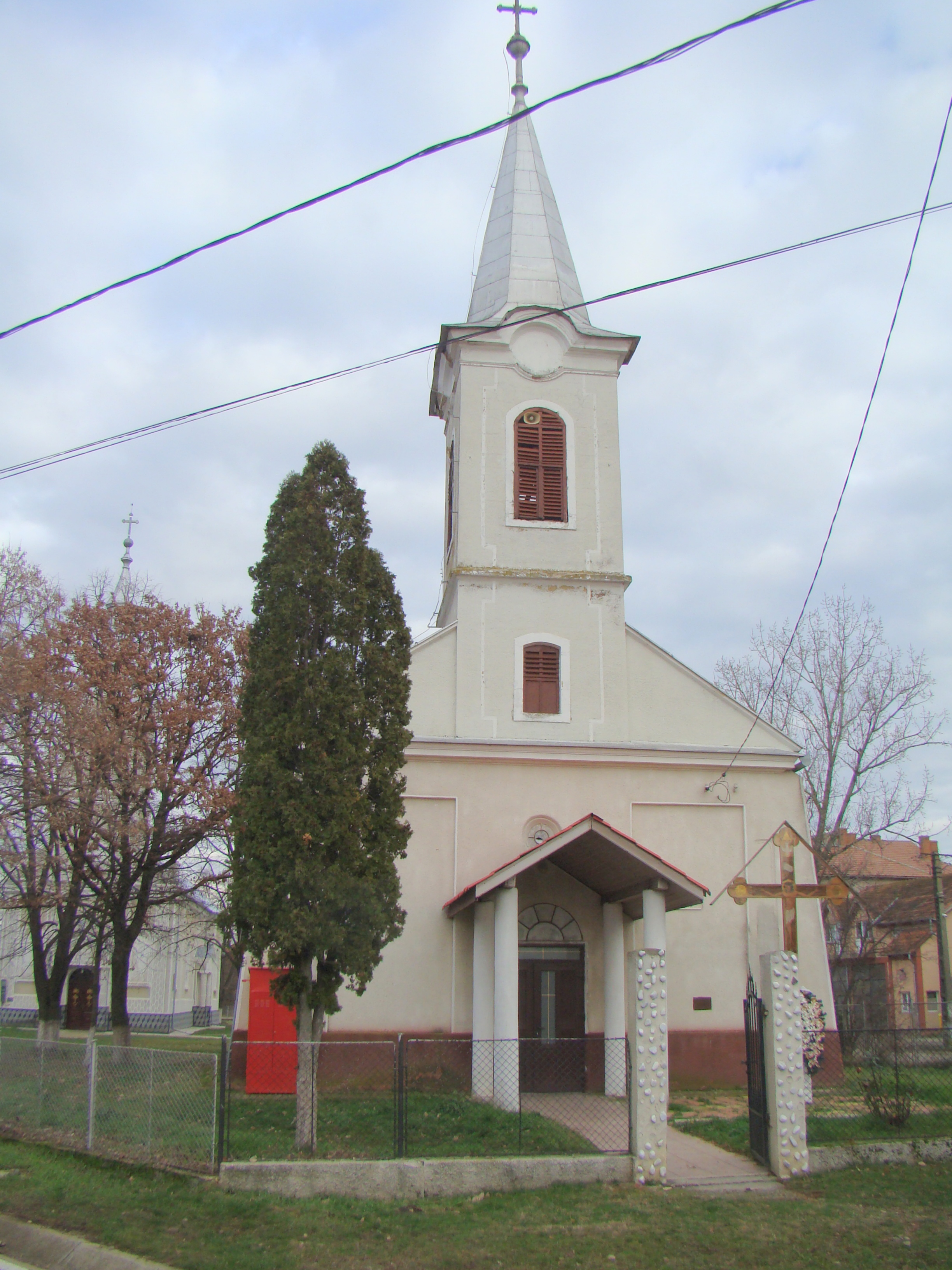
Biserica greco-catolică „Nașterea Maicii Domnului”
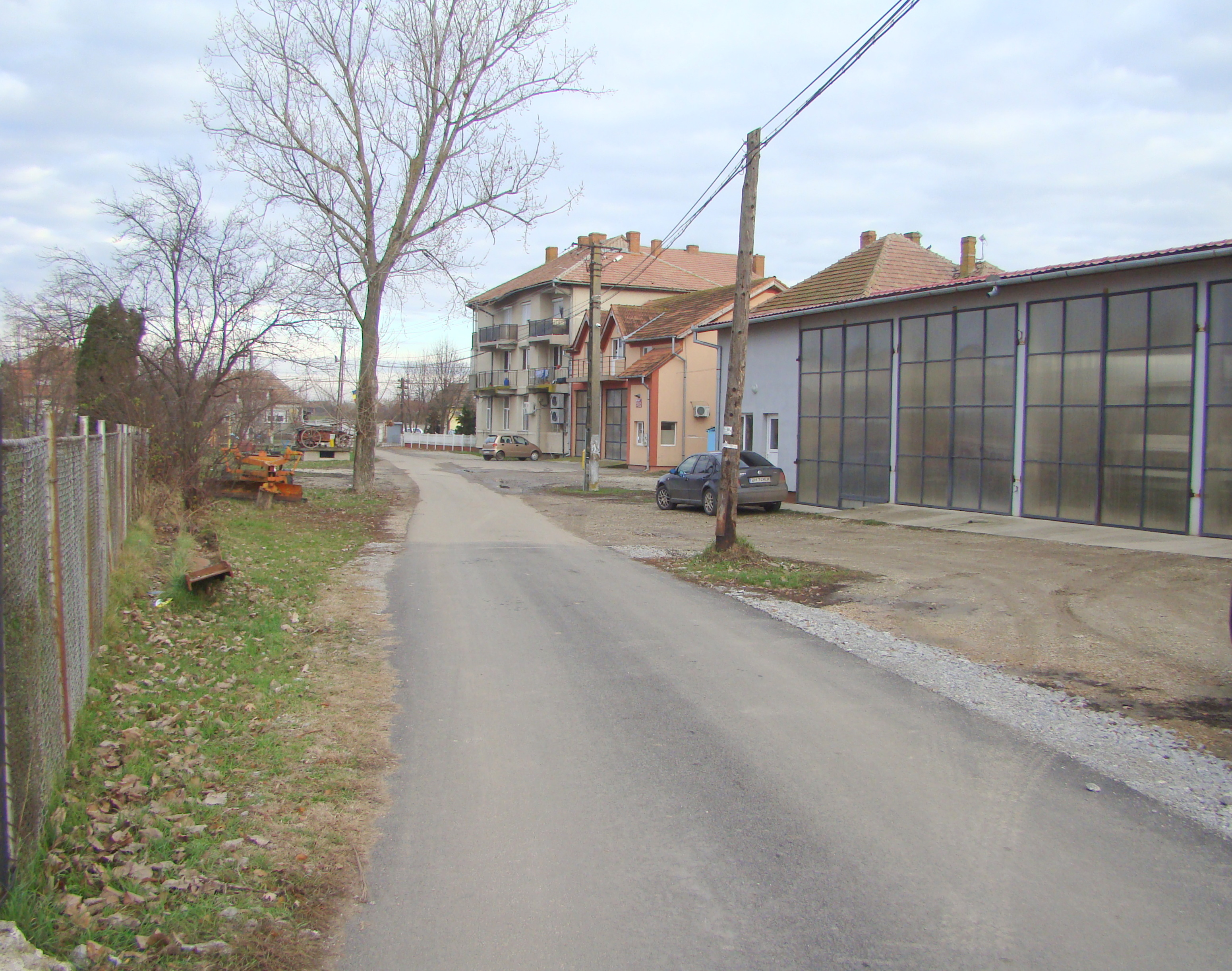